# جيران (مسلسل)
الجيران  (بالإنجليزية: Neighbours) هو مسلسل تم إنتاجه في أستراليا. بدأ عرضه في سنة 1985 على الشبكة السابعة. بلغ عدد مواسم المسلسل 30 مواسم، كما بلغ عدد حلقاته 6880 (as of 9 May 2014) حلقة، وتبلغ مدة الحلقة الواحدة 22 دقيقة. تم بث المسلسل لأول مرة بتاريخ 18 مارس 1985.

## وصلات خارجية
- جيران على موقع IMDb (الإنجليزية)
- جيران على موقع ميتاكريتيك (الإنجليزية)
- جيران على موقع كينوبويسك (الروسية)
- جيران على موقع ألو سيني (الفرنسية)
- جيران على موقع قاعدة بيانات الفيلم (الإنجليزية)
- الموقع الإلكتروني